# Матвєєв Сергій Юрійович
Матвєєв Сергій Юрійович (8 вересня 1972) — російський академічний веслувальник.
Бронзовий призер Олімпійських Ігор 1996 року в складі вісімки, учасник 2000, 2004 років.
Бронзовий призер Чемпіонату світу 1999 року в складі вісімки.